# Flash (série télévisée, 2014)
Pour les articles homonymes, voir Flash.
Cet article concerne la série télévisée de 2014. Pour la série télévisée de 1990, voir Flash (série télévisée, 1990).
Flash (The Flash) est une série télévisée américaine en 184 épisodes de 42 minutes créée par Greg Berlanti, Andrew Kreisberg et Geoff Johns, diffusée entre le 7 octobre 2014 et le 24 mai 2023 sur le réseau The CW aux États-Unis. Au Canada, les quatre premières saisons ont été diffusées en simultané sur le réseau CTV (ou CTV Two), puis sur Netflix. Elle est basée sur Barry Allen / The Flash, un super-héros de l'univers DC Comics créé par Robert Kanigher, John Broome et Carmine Infantino.
C'est une série dérivée de la série télévisée Arrow.
En France, la série est diffusée depuis le 8 octobre 2014 en version originale sous-titrée français sur le service de vidéo à la demande MYTF1 VOD et depuis le 1er juillet 2015 en version française sur TF1, au Québec, depuis le 26 juin 2015 sur le service de vidéo à la demande Club Illico puis dès le 3 mai 2016 sur AddikTV et en Belgique, depuis le 22 novembre 2015 sur La Deux.

## Synopsis
Barry Allen est un jeune scientifique travaillant pour la police de Central City. Une nuit, lorsqu'il avait 11 ans, il a été témoin d'un phénomène inexplicable : sa mère, prise au piège dans un tourbillon d'éclairs, a été assassinée. Son père a été accusé du meurtre et il purge une peine pour un crime qu'il n'a pas commis.
Alors adulte, Barry est frappé par un éclair provoqué par l'explosion d'un accélérateur de particules dans les laboratoires S.T.A.R Labs de Harrison Wells, et sombre dans le coma pendant neuf mois. À son réveil, il découvre qu'il peut courir à des vitesses surhumaines et guérir de façon accélérée. Pour le monde entier, Barry est un scientifique qui travaille pour la police, mais secrètement, avec l'aide de ses nouveaux amis de S.T.A.R Labs, il utilise sa vitesse pour combattre le crime et trouver d'autres personnes comme lui, des méta-humains. Toutefois, son but premier est de découvrir qui a tué sa mère et faire réhabiliter son père.

## Distribution

### Acteurs principaux
- Grant Gustin (VF : Alexandre Gillet) : Barry Allen / Flash[8] / Savitar
- Candice Patton (VF : Jessica Monceau) : Iris West-Allen
- Carlos Valdes (VF : Antoine Schoumsky) : Francisco « Cisco » Ramon / Vibe (saisons 1 à 7)
- Rick Cosnett (VF : Axel Kiener) : Eddie Thawne / Cobalt Blue (saison 1 - invité saisons 2, 3, 8 et 9)
- Danielle Panabaker (VF : Marie Diot) : Dr Caitlin Snow ; Killer Frost / Frost ; Khione Snow
- Tom Cavanagh (VF : Serge Faliu) : Dr Harrison Wells (toutes les versions du multivers) ; Eobard Thawne / Reverse-Flash (saisons 1 à 7 - récurrent saison 8 - invité saison 9)[n 1]
- Jesse L. Martin (VF : Frantz Confiac) : le lieutenant puis capitaine Joe West (saisons 1 à 8 - récurrent saison 9)
- Danielle Nicolet (VF : Julie Dumas) : Cecille Horton (saison 5 à 9 - récurrente saisons 3 et 4 - invitée saison 1)
- Keiynan Lonsdale (VF : Alex Fondja) : Wally West / Kid Flash (saisons 2 et 3 - récurrent saison 4 - invité saison 5, 6 et 9)
- Neil Sandilands (VF : Guillaume Orsat) : Clifford DeVoe / Le Penseur (saison 4)
- Hartley Sawyer (VF : Donald Reignoux) : Ralph Dibny / Elongated Man (saisons 5 et 6 - récurrent saison 4)
- Jessica Parker Kennedy (VF : Marie Giraudon) : Nora West-Allen / XS (saison 5 - récurrente saisons 4, 7 à 9)
- Chris Klein (VF : Rémi Bichet) : Orlin Dwyer / Cicada (en) (saison 5)
- Efrat Dor (VF : Christine Braconnier) : Eva McCulloch / Mirror Monarch[9] (saison 6 - invitée saison 7)
- Brandon McKnight (VF : Mike Fédée) : Chester P. Runk (saison 7 à 9 - récurrent saison 6)
- Kayla Compton (nl) (VF : Nastassja Girard) : Allegra Garcia (saison 7 à 9 - récurrente saison 6)
- Jon Cor (VF : Jim Redler) : Mark Blaine / Chillblaine (saison 9 - récurrent saison 7 et 8)

Légende :  = Principal(aux)
Légende :  = Récurrent(es)
Légende :  = Invité(es)
| Acteurs                | Rôles                                           | Saisons    | Saisons    | Saisons    | Saisons    | Saisons    | Saisons    | Saisons    | Saisons    | Saisons    |
| Acteurs                | Rôles                                           | 1          | 2          | 3          | 4          | 5          | 6          | 7          | 8          | 9          |
| Grant Gustin           | Barry Allen / Flash                             | Principal  | Principal  | Principal  | Principal  | Principal  | Principal  | Principal  | Principal  | Principal  |
| Candice Patton         | Iris West-Allen                                 | Principale | Principale | Principale | Principale | Principale | Principale | Principale | Principale | Principale |
| Rick Cosnett           | Eddie Thawne                                    | Principal  | Invité     | Invité     |            |            |            |            | Invité     | Invité     |
| Danielle Panabaker     | Dr Caitlin Snow ; Killer Frost / Frost ; Khione | Principale | Principale | Principale | Principale | Principale | Principale | Principale | Principale | Principale |
| Carlos Valdes          | Francisco « Cisco » Ramon / Vibe                | Principal  | Principal  | Principal  | Principal  | Principal  | Principal  | Principal  |            |            |
| Tom Cavanagh           | Eobard Thawne / Reverse-Flash                   | Principal  | Invité     |            |            | Récurrent  |            | Récurrent  | Récurrent  | Invité     |
| Tom Cavanagh           | Dr Harrison Wells (toutes les versions)         | Principal  | Principal  | Principal  | Principal  | Principal  | Principal  | Invité     |            |            |
| Jesse L. Martin        | le lieutenant puis capitaine Joe West           | Principal  | Principal  | Principal  | Principal  | Principal  | Principal  | Principal  | Principal  | Invité     |
| Keiynan Lonsdale       | Wally West / Kid Flash                          |            | Principal  | Principal  | Récurrent  | Invité     | Invité     |            |            | Invité     |
| Neil Sandilands        | Clifford DeVoe / le Penseur                     |            |            |            | Principal  |            |            |            |            |            |
| Danielle Nicolet       | la procureur puis l'avocate Cecile Horton       | Invité     |            | Récurrente | Récurrente | Principale | Principale | Principale | Principale | Principale |
| Hartley Sawyer         | Ralph Dibny / Elongated Man                     |            |            |            | Récurrent  | Principal  | Principal  |            |            |            |
| Jessica Parker Kennedy | Nora West-Allen / XS                            |            |            |            | Récurrente | Principale |            | Récurrente | Récurrente | Récurrente |
| Chris Klein            | Orlin Dwyer / Cicada (en)                       |            |            |            |            | Principal  |            |            |            |            |
| Efrat Dor              | Eva McCulloch / Mirror Monarch                  |            |            |            |            |            | Principale | Invitée    |            |            |
| Brandon McKnight       | Chester P. Runk                                 |            |            |            |            |            | Récurrent  | Principal  | Principal  | Principal  |
| Kayla Compton (nl)     | Allegra Garcia                                  |            |            |            |            |            | Récurrente | Principale | Principale | Principale |
| Jon Cor                | Mark Blaine / Chillblaine                       |            |            |            |            |            |            | Récurrent  | Récurrent  | Principal  |
| ---------------------- | ----------------------------------------------- | ---------- | ---------- | ---------- | ---------- | ---------- | ---------- | ---------- | ---------- | ---------- |

Photos des acteurs principaux
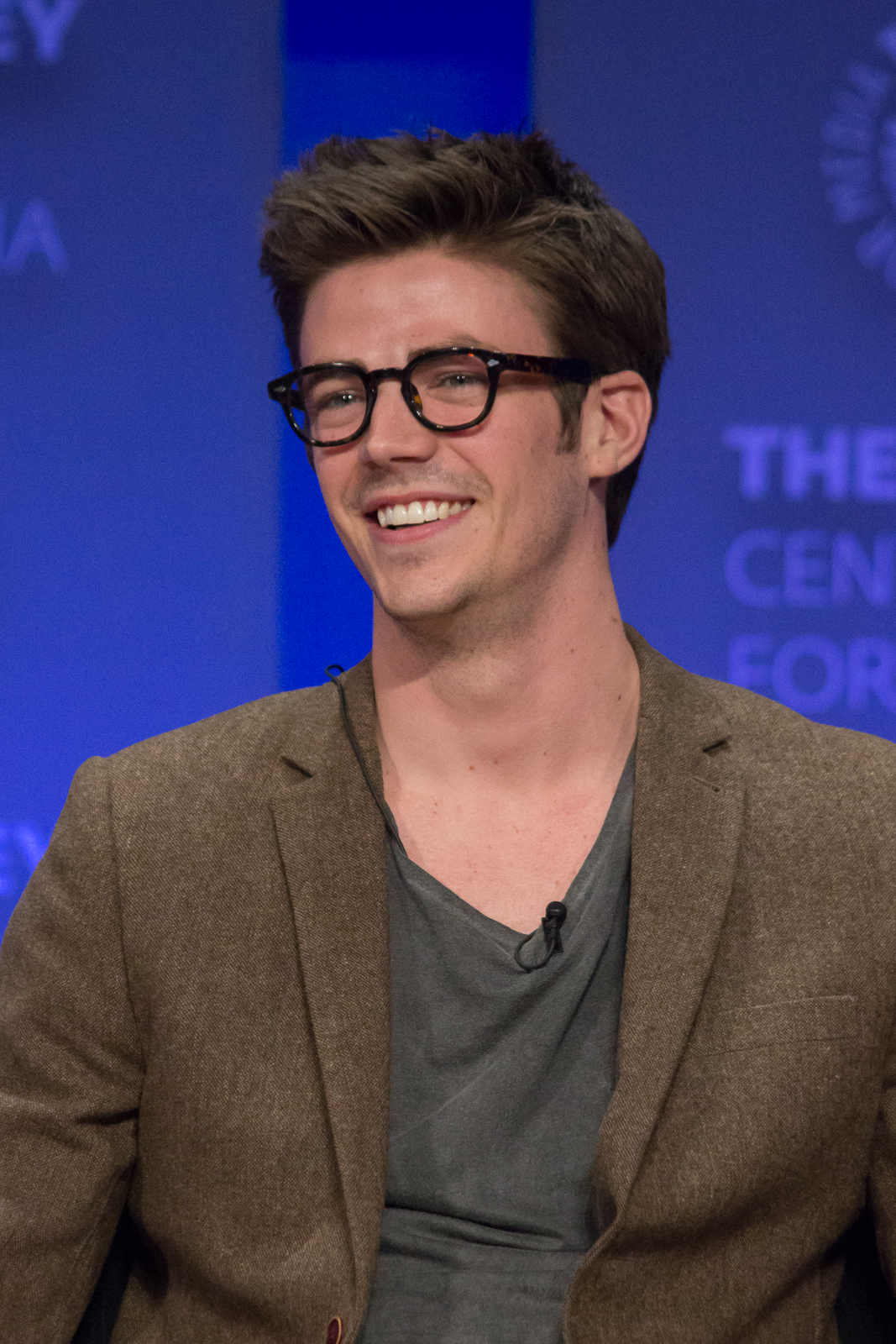
Grant Gustin interprète Barry Allen / Flash
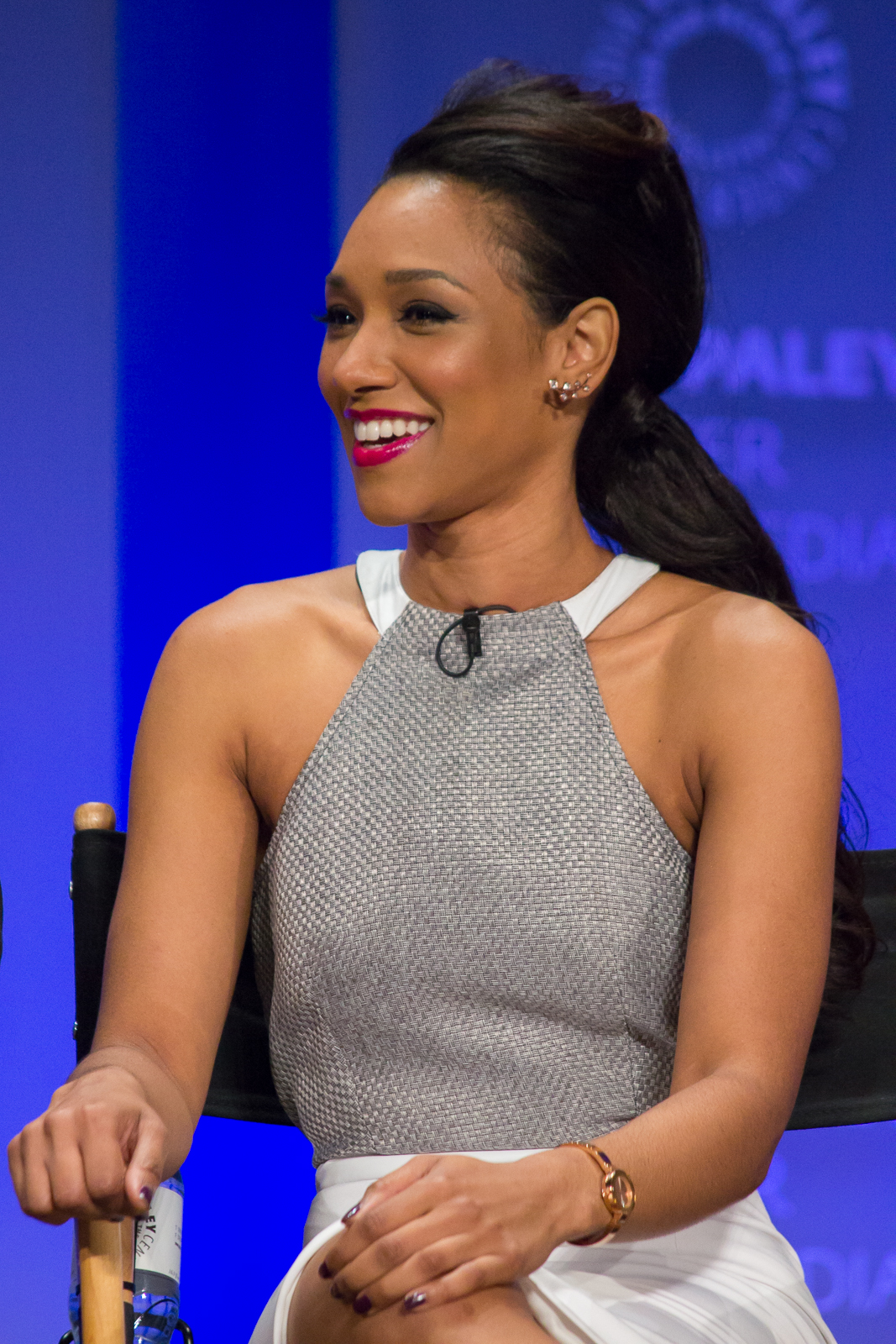
Candice Patton interprète Iris West-Allen
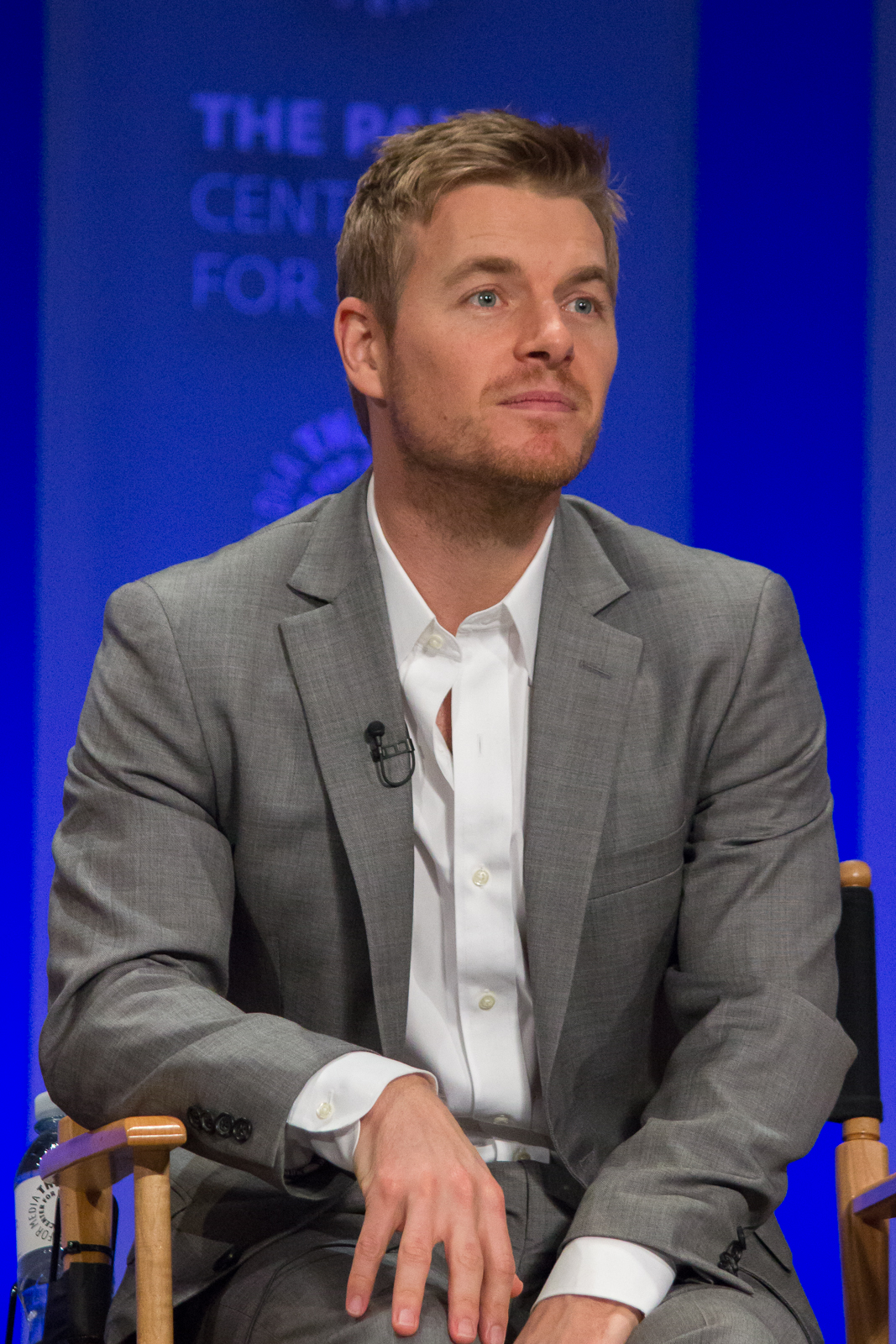
Rick Cosnett interprète Eddie Thrawne
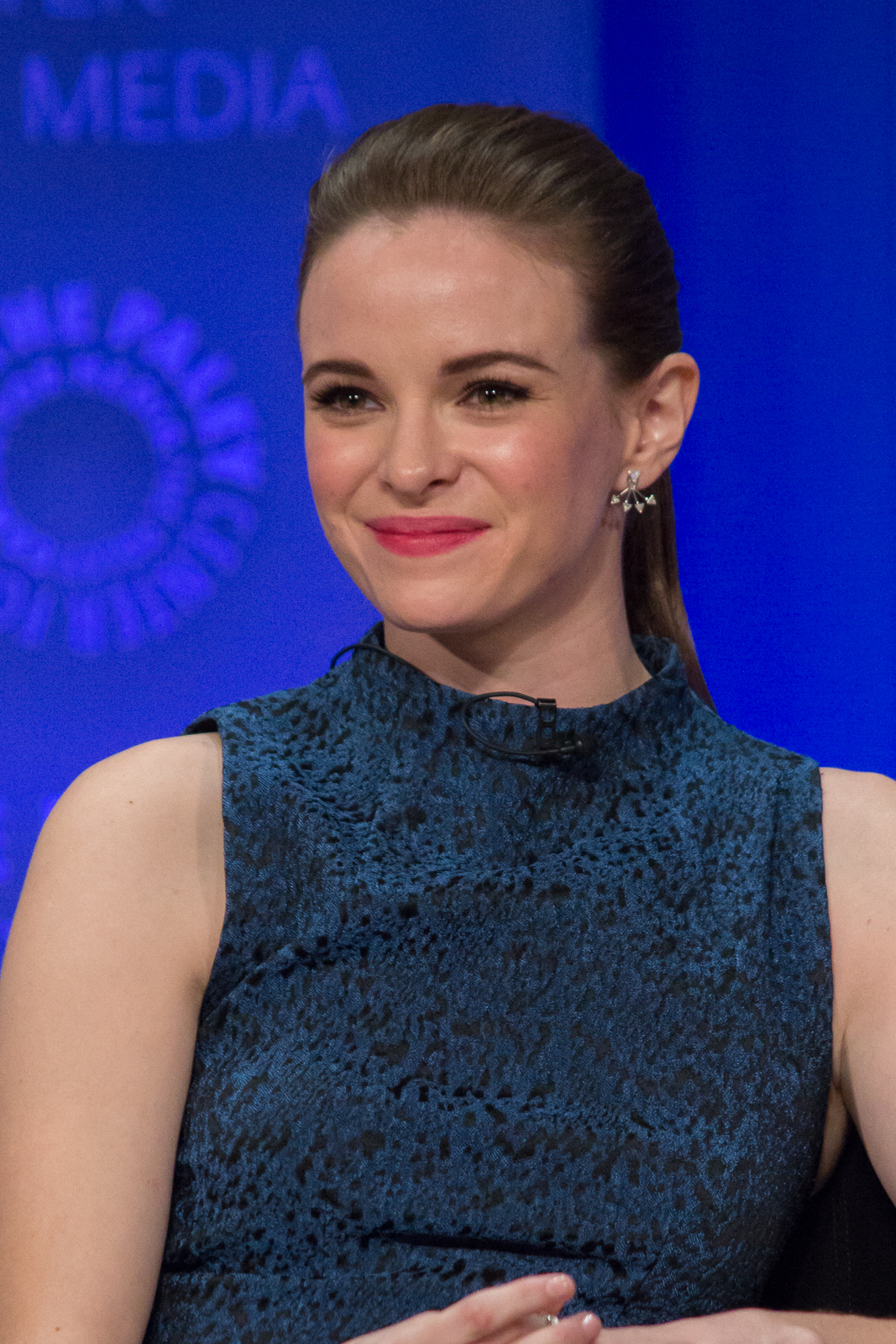
Danielle Panabaker interprète Caitlin Snow / Killer Frost
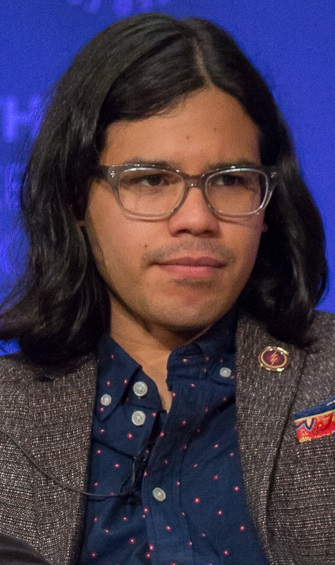
Carlos Valdes interprète Cisco Ramon / Vibe
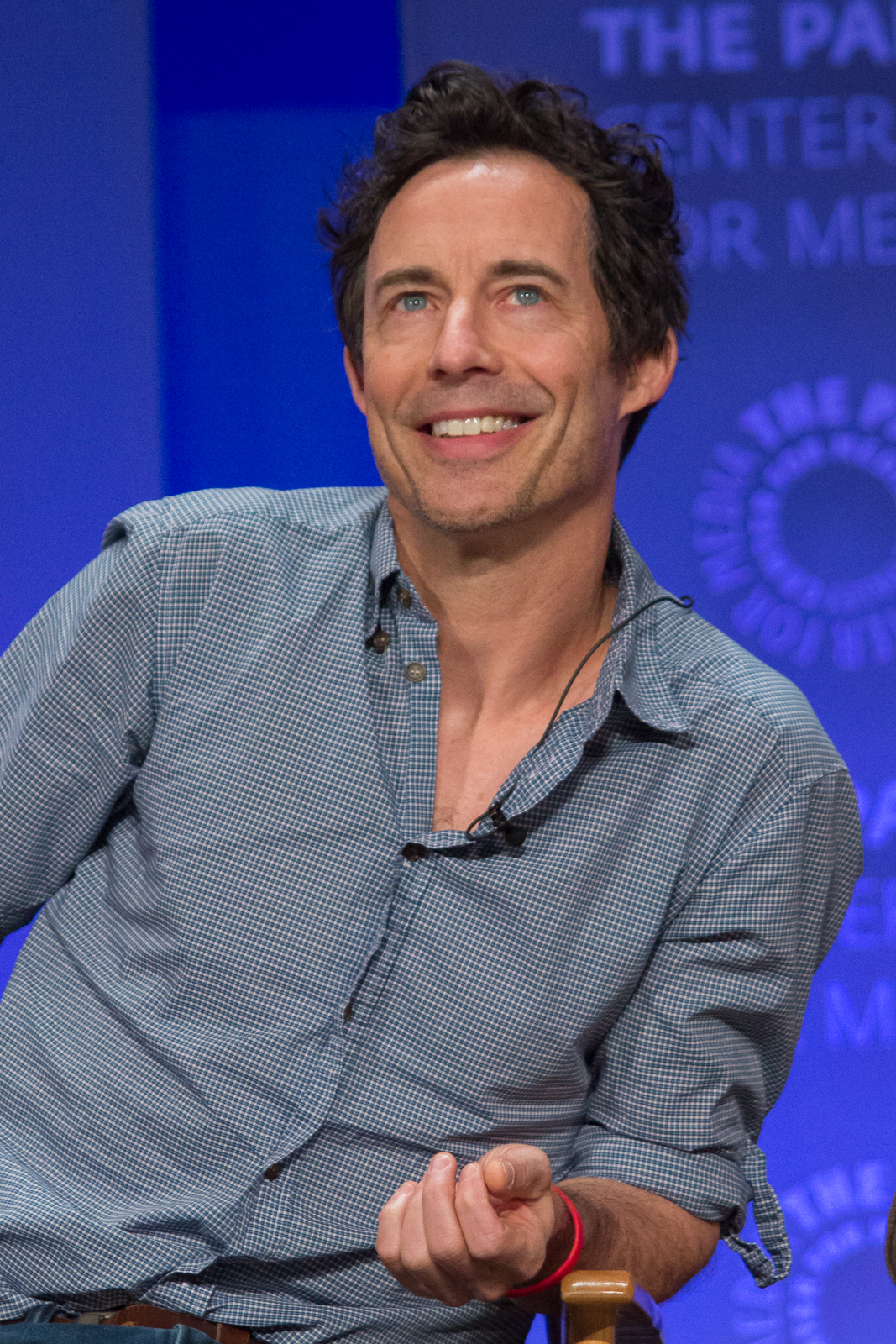
Tom Cavanagh interprète Eobard Thawne / Reverse-Flash ; Harrison Wells (toutes les versions)
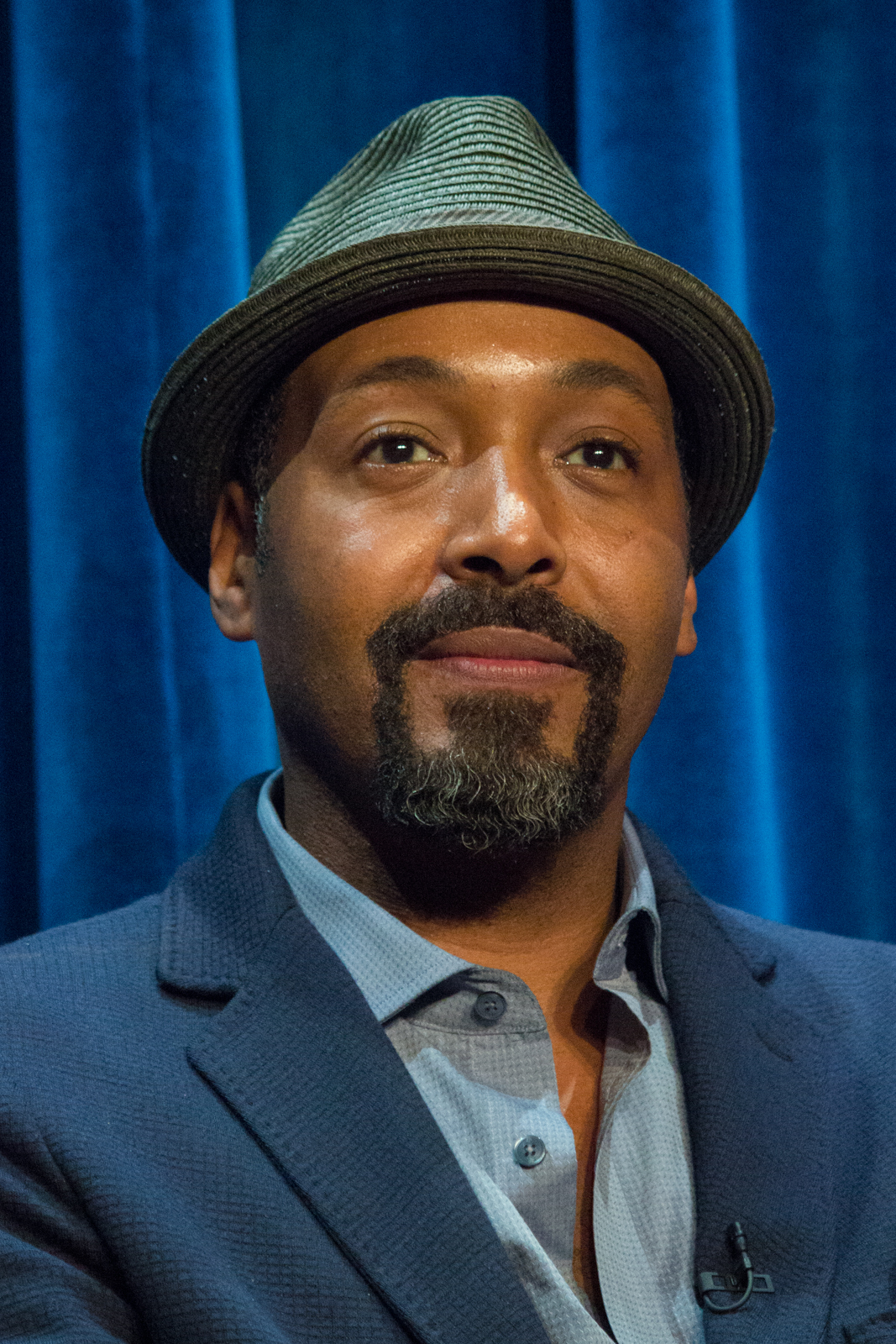
Jesse L. Martin interprète le lieutenant / capitaine Joe West
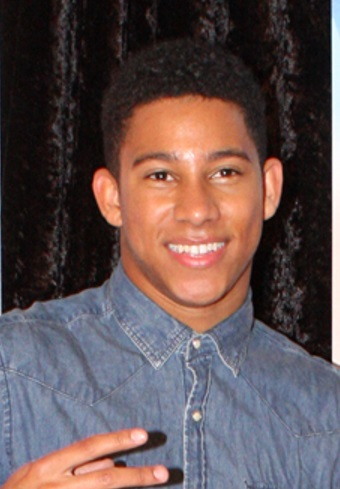
Keiynan Lonsdale interprète Wally West / Kid Flash
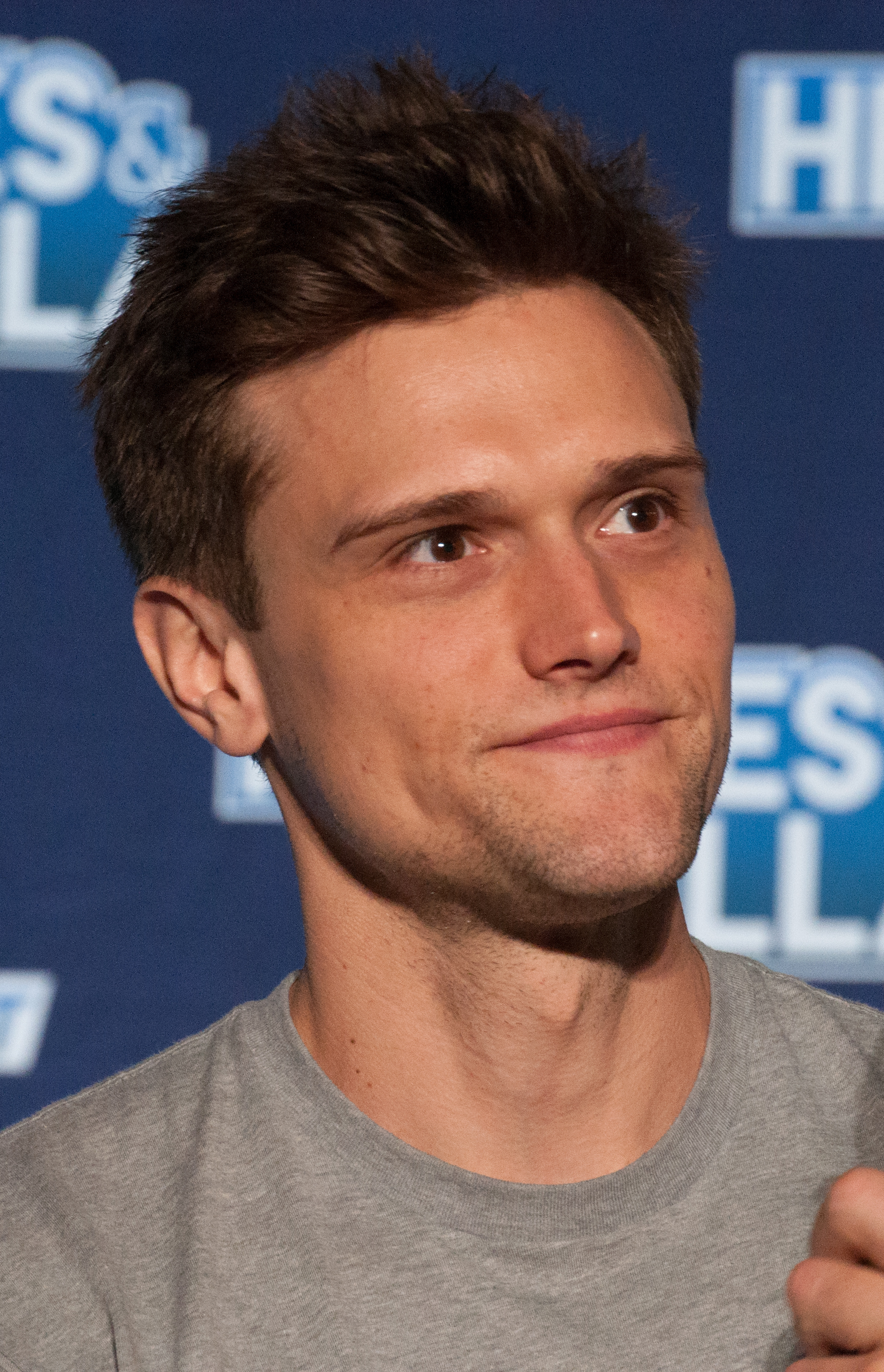
Hartley Sawyer interprète Ralph Dibny / Elongated Man
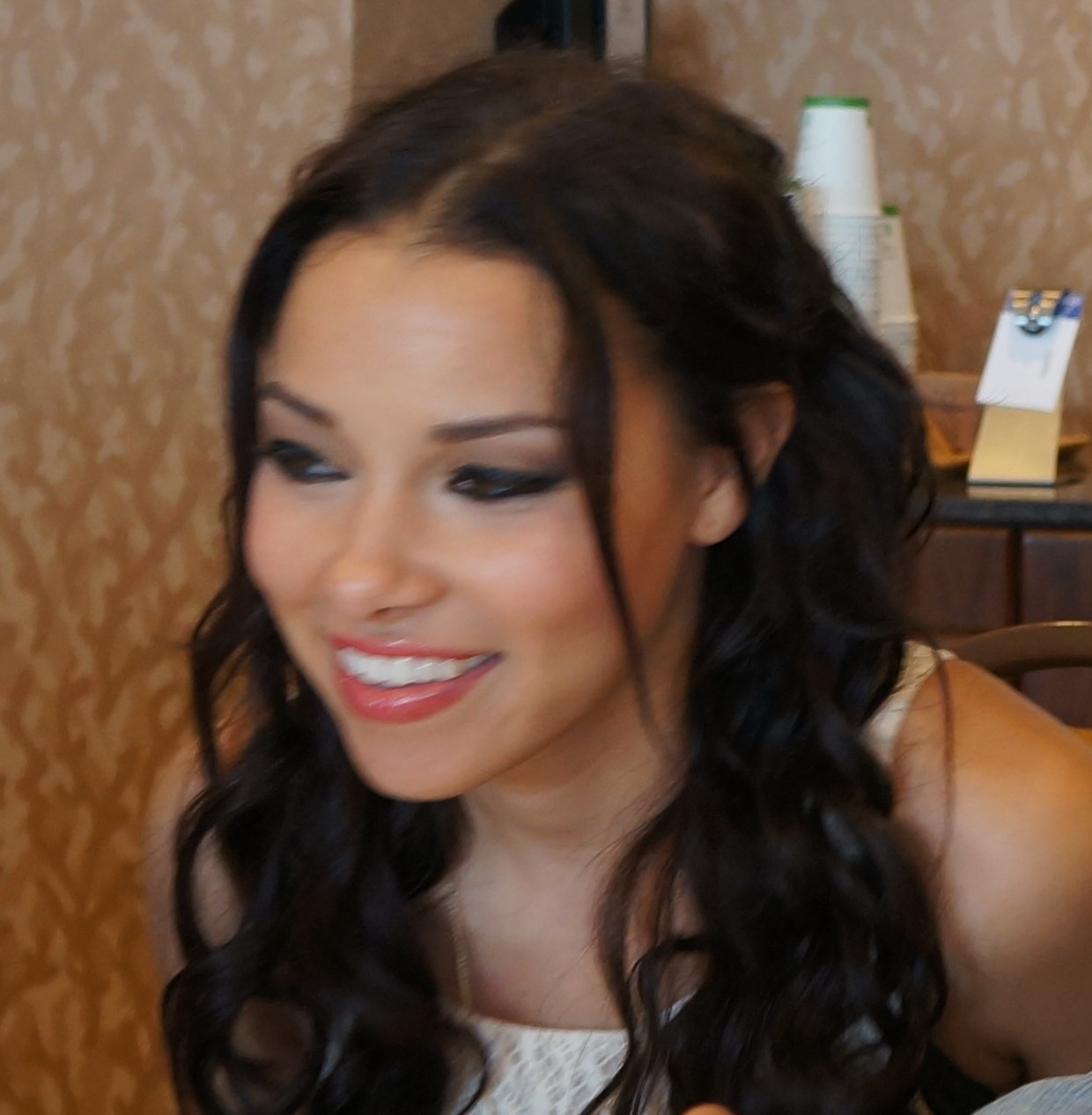
Jessica Parker Kennedy interprète Nora West-Allen / XS
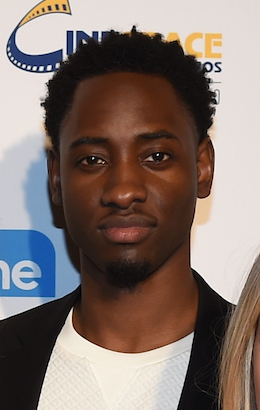
Brandon McKnight interprète Chester P. Runk

### Acteurs récurrents
- John Wesley Shipp (VF : Philippe Catoire) : Henry Allen, le père de Barry (saisons 1 à 3 et 9) ; Jay Garrick / Flash (Terre-III, saisons 2 à 4, 6 à 9) ; Barry Allen / Flash (Terre-90, saisons 5 et 6)
- Sendhil Ramamurthy (VF : Stéphane Fourreau) : Dr Ramsey Rosso / Bloodwork (en) (saison 6, invité saison 9)
- Jordan Fisher (VF : Pascal Nowak) : Bart Allen / Impulse (saisons 7 et 8)

Anciens acteurs récurrents

### Invités des séries du même univers

#### Arrow
- David Ramsey (VF : Namakan Koné) : John « Dig » Diggle / Spartan (11 épisodes)
- Stephen Amell (VF : Sylvain Agaësse) : Oliver Queen / Arrow / Green Arrow (9 épisodes)
- Emily Bett Rickards (VF : Aurore Bonjour) : Felicity Smoak (8 épisodes)
- Audrey Marie Anderson (VF : Anne Massoteau) : Lyla Michaels (5 épisodes)
- Neal McDonough (VF : Bruno Dubernat (saison 2) puis Guillaume Orsat (saison 8)) : Damian Darhk (4 épisodes)
- LaMonica Garrett (VF : Florian Wormser) : Mar Novu / The Monitor (4 épisodes)
- Katie Cassidy (VF : Anne Tilloy) : Laurel Lance / Black Canary (saison 1 épisode 19) ; Laurel Lance / Black Siren (en) (Terre-II) (saison 2 épisode 21) ; Laurel Lance / Siren-X (Terre-X) (saison 4 épisode 19)
- Anna Hopkins (VF : Olivia Nicosia) : Samantha Clayton (2 épisodes)
- Willa Holland (VF : Kelly Marot) : Thea Dearden Queen / Speedy (2 épisodes)
- John Barrowman (VF : Pierre-François Pistorio) : Malcolm Merlyn / Ra's al Ghul (2 épisodes)
- Paul Blackthorne (VF : Loïc Houdré) : le capitaine Quentin Lance (2 épisodes)
- Katherine McNamara (VF : Cindy Tempez) : Mia Smoak / Green Arrow II (2 épisodes)
- Juliana Harkavy (VF : Anne O'Dolan) : Dinah Drake / Black Canary (1 épisode)
- Robert Knepper (VF : Christian Visine) : le Roi du Temps (1 épisode)
- Michael Rowe (VF : François Tavares) : Floyd Lawton / Deadshot (Terre-II) (1 épisode)
- Joseph David-Jones : Connor Hawke (1 épisode)

#### Legends of Tomorrow
- Wentworth Miller (VF : Xavier Fagnon) : Leonard Snart / Captain Cold et Leo / Citizen Cold (Terre X) (14 épisodes)
- Victor Garber (VF : Gabriel Le Doze) : Martin Stein / Firestorm (12 épisodes - récurrent saisons 1 et 2, invité saison 3, 4 et 9)
- Matt Letscher (VF : François Raison) : Eobard Thawne / Reverse-Flash (8 épisodes)
- Brandon Routh (VF : Adrien Antoine) : Ray Palmer / Atom (6 épisodes)
- Dominic Purcell (VF : Éric Aubrahn) : Mick Rory / Heat Wave (5 épisodes - récurrent saison 1, invité saison 2 et 3)
- Ciara Renée (VF : Olivia Dalric) : Kendra Saunders / Hawkgirl (4 épisodes)
- Neal McDonough (VF : Bruno Dubernat ;  VF : Guillaume Orsat, 2e voix) : Damien Darhk (4 épisodes)
- Caity Lotz (VF : Anne-Charlotte Piau) : Sara Lance / White Canary (4 épisodes)
- Franz Drameh (VF : Eilias Changuel) : Jefferson « Jax » Jackson / Firestorm (3 épisodes)
- Casper Crump (VF : Jérémie Covillault) : Vandal Savage (1 épisode)
- Falk Hentschel (VF : Marc Arnaud) : Carter Hall / Hawkman (1 épisode)
- Matt Ryan (VF : Axel Kiener) : John Constantine (1 épisode)
- Courtney Ford (VF : Sara Viot) : Eleanor / Nora Darhk, la fille de Damien Darhk (1 épisode)
- Johnathon Schaech : Jonah Hex (1 épisode)

#### Supergirl
- Melissa Benoist (VF : Zina Khakhoulia) : Kara Danvers / Supergirl (6 épisodes)
- Chyler Leigh (VF : Véronique Desmadryl) : Alexandra « Alex » Danvers (4 épisodes)
- Jeremy Jordan (VF : Rémi Caillebot) : Winslow « Winn » Schott (2 épisodes)
- David Harewood (VF : Paul Borne) : Hank Henshaw / J'onn J'onzz (2 épisodes)
- Tyler Hoechlin (VF : Thibaut Lacour) : Clark Kent / Superman (2 épisodes)
- Bitsie Tulloch (VF : Pamela Ravassard) : Lois Lane (2 épisodes)
- Chris Wood (VF : Julien Allouf) : Mon-El (1 épisode)
- Jon Cryer (VF : Lionel Tua) : Lex Luthor (1 épisode)
- Andrea Brooks (VF : Anne-Laure Gruet) : Eve Teschmacher (1 épisode)
- Nicole Maines (VF : Adeline Chetail) : Nia Nal / Dreamer (1 épisode)

#### Black Lightning
- Cress Williams (VF : Namakan Koné) : Jefferson Pierce / Black Lightning (3 épisodes)

#### Batwoman
- Javicia Leslie (en) (VF : Déborah Claude) : Ryan Wilder / Batwoman / Red Death (5 épisodes)
- Ruby Rose (VF : Vanessa Van-Geneugden) : Kate Kane / Batwoman (2 épisodes)

#### Freedom Fighters: The Ray
- Russell Tovey : Raymond « Ray » Terrill / The Ray (1 épisode)

Invités des séries du multivers DC
- Ashley Scott (VF : Laura Blanc) : Helena Kyle / Huntress (de Les Anges de la nuit, 1 épisode)
- Dina Meyer : Barbara Gordon / Batgirl / Oracle (de Les Anges de la nuit, 1 épisode)
- Tom Ellis (VF : Damien Ferrette) : Lucifer Morningstar (de Lucifer, 1 épisode)

## Production

### Développement
Le 30 juillet 2013, il est annoncé que les cocréateurs d’Arrow, Greg Berlanti et Andrew Kreisberg, les réalisateurs de l'épisode pilote d’Arrow, David Nutter et Geoff Johns, développeront une nouvelle série télévisée sur Flash pour The CW. La série se basera sur l'histoire d'origine de Barry Allen. Kreisberg a déclaré que le personnage Barry Allen apparaîtrait pour la première fois comme un personnage récurrent dans les épisodes 8, 9 et 20 lors de la deuxième saison d’Arrow, l'épisode 20 étant un épisode spécial introduisant la nouvelle série, ces épisodes sont tous écrits par Berlanti, Kreisberg et Johns. Kreisberg a ajouté qu'Allen serait un médecin légiste et que l'introduction de ses super-pouvoirs, aussi bien que les réactions qui en découlent, seraient très humaines et posées. Sur le personnage, Johns a déclaré que le Flash de la série ressemblerait à celui du comics, avec son signe caractéristique au costume rouge et non à une imitation. Ce à quoi Kreisberg a ajouté : « Pas de sweat shirt ou d'étranges noms de code, il sera Flash. » Les producteurs recherchent comment illustrer l'éclair de vitesse de Flash, Johns a déclaré que : « ça ne serait pas juste le standard flou tout autour. » Pour finir, il a été révélé que l'audition pour Allen a commencé, supervisée par la même équipe qui travaille sur Arrow.
En novembre 2013, il a été annoncé que la troisième apparition de Flash dans Arrow ne serait plus un épisode spécial servant de pilote, le studio a choisi de créer un traditionnel épisode pilote. Ainsi, cela permet à l'équipe créative d'étoffer l'histoire de Flash et son univers sur un budget plus important, plutôt que d'être contraint d'inclure les personnages d’Arrow avec un épisode spécial servant de pilote. La décision a été prise lorsque les dirigeants de CW ont vu les deux premiers épisodes de Flash dans Arrow, qui ont reçu un bon accueil. Le pilote est écrit par Berlanti, Kreisberg et Johns puis réalisé par David Nutter et la série sera toujours liée à Arrow car c'est là que Barry Allen est apparu en premier.
Comme pour la série Arrow, le costume de Flash est confectionné par Colleen Atwood. Et dans une récente interview, elle a affirmé que ce même costume pourrait être amener à évoluer au fil de la série en devenant « plus vif et rouge ».
Le 29 janvier 2014, The CW a officiellement commandé un épisode pilote.
Le 11 mars 2014, la production révèle à travers une photo le costume complet de Flash.
Le 9 mai 2014, le réseau CW annonce officiellement après le visionnage du pilote, la commande du projet de série.
Le 9 juillet 2014, DC Entertainment annonce la sortie numérique d'un comics intitulé The Flash: Season Zero se situant entre l'épisode pilote et le deuxième épisode.
Le 19 juillet 2014, lors d'une interview Geoff Johns affirme que toute la mythologie du comics Flash sera incluse en partie dans les neuf premiers épisodes. Et révèle qu'il y aura bel et bien un crossover avec Arrow et qu'Emily Bett Rickards (Felicity Smoak) sera présente dans l'épisode 4 tout comme Wentworth Miller.
Le 21 octobre 2014, à la suite des bonnes audiences, The CW commande une saison complète de vingt-trois épisodes.
Le 11 janvier 2015, la série a été renouvelée pour une deuxième saison.
Le 10 janvier 2016, il est annoncé que Kevin Smith réalisera l'un des épisodes de la deuxième saison diffusé en mai 2016.
En février 2016, Greg Berlanti a confirmé qu'il y aura un crossover avec la série Supergirl, Grant Gustin est annoncé pour apparaître lors du dix-huitième épisode de la série. Et aussi, lors d'une scène de l'épisode 13 (Welcome to Earth-2) de Flash, une image de l'actrice Melissa Benoist en Supergirl et une image de John Wesley Shipp en Flash lors de la série du même nom de 1990 fait une apparition car ces deux séries existent dans l'univers alternatif de Terre-II,.
Le 11 mars 2016, la série a été renouvelée pour une troisième saison. Elle sera entièrement consacrée à l'événement Flashpoint, qui contrairement à cet événement dans les comics, n'aura pas de répercussions sur les autres séries.
En juillet 2016, un trailer de la troisième saison d'une durée de 2 minutes a été dévoilé lors du Comic-Con de San Diego.
Le 8 janvier 2017, la série a été renouvelée pour une quatrième saison.
Le 2 avril 2018, la série a été renouvelée pour une cinquième saison.
Le 31 janvier 2019, la série a été renouvelée pour une sixième saison, initialement prévu pour vingt-deux épisodes. Cependant, à la suite de la pandémie de Covid-19, le tournage a été interrompu après l'épisode 19, devenant par conséquent l'épisode final de la saison.
Le 7 janvier 2020, la série a été renouvelée pour une septième saison. En raison de la pandémie de Covid-19, la diffusion de cette saison est reportée au 2 mars 2021.
Le 3 février 2021, la série a été renouvelée pour une huitième saison.
Le 22 mars 2022, la série a été renouvelée pour une neuvième et dernière saison de treize épisodes.

### Attribution des rôles

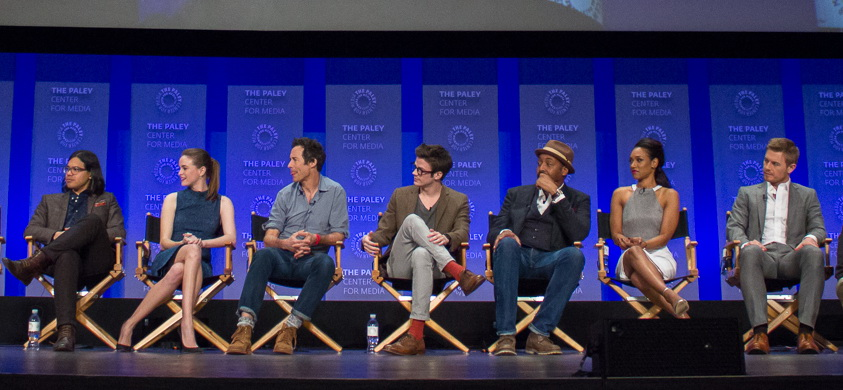
L'ensemble des acteurs principaux au PaleyFest 2015.

Grant Gustin, qui est apparu dans la série Arrow pour interpréter le rôle de Barry Allen, a été maintenu dans ce rôle pour l'incarner de façon principale dans cette nouvelle série.
En janvier 2014, Jesse L. Martin a obtenu le rôle de l'inspecteur West. Le même mois, Danielle Panabaker et Rick Cosnett ont été choisis pour incarner respectivement Caitlin Snow et Eddie Thawne.
En février 2014, Candice Patton, Carlos Valdes, Tom Cavanagh ont chacun obtenu un rôle principal dans la série. Le même mois, The Hollywood Reporter rapporte que le seul rôle récurrent restant est celui de Pied Piper / Hartley Rathaway et la société qui s'occupe des auditions de la série révèle que l'actrice Michelle Harrison interprétera le rôle de Nora Allen, la mère de Barry Allen, sans préciser si le personnage sera récurrent. Le même mois, John Wesley Shipp qui incarnait Flash dans la série de 1992, fera une apparition en tant qu'invité dans le pilote dans un rôle non spécifié pour le moment. Son rôle peut devenir récurrent en fonction du succès de la série.
En mars 2014, la production a révélé que Patrick Sabongui (en) interprétera le capitaine David Singh, dont Barry Allen a parlé durant les deux épisodes d’Arrow. Il sera présent durant le pilote et son rôle pourrait devenir récurrent.
En mai 2014, la production a révélé le nom du personnage qu'interprétera John Wesley Shipp (Henry Allen, le père de Barry). À la suite de sa performance très appréciée par la production lors du pilote, Greg Berlanti réfléchit à un moyen scénaristique de le faire apparaître dans plusieurs épisodes.
En juillet 2014, Robbie Amell obtient le rôle récurrent de Ronnie Raymond, qui dans la série sera le fiancé de Caitlin Snow et l'une des deux personnes qui composent Firestorm. Le même mois, William Sadler obtient le rôle de Simon Stagg et Wentworth Miller obtient le rôle de Leonard Snart (plus connu dans DC Comics comme Captain Cold). Plus tard, la production fait passer des auditions pour un ennemi méta-humain que Flash et Firestorm ont en commun. Il s'agit en l'occurrence du sergent Bette Sans Souci / Plastique, rôle récurrent obtenu par l'actrice Kelly Frye.
En août 2014, il est révélé que Clancy Brown incarnera le rôle du général Wade Eiling et Greg Finley celui de Tony Woodward / Girder (en), personnage créé par Geoff Johns en 2001.[réf. nécessaire]
En janvier 2015, il est révélé qu'Emily Bett Rickards (Felicity Smoak) sera de retour dans l'épisode 18 de la première saison et sera accompagné de Brandon Routh (Ray Palmer / Atom).
En mars 2015, Doug Jones annonce qu'il a obtenu un rôle d'invité (Deathbolt (en)) le temps d'un épisode cross-over entre la série Arrow et Flash, intitulé respectivement Broken Arrow (dans Arrow) et Rogue Air(dans Flash).
En avril 2015, il est révélé que Paul Blackthorne (le capitaine Quentin Lance) et Katie Cassidy (Laurel Lance) seront présents dans l'épisode 19 de la première saison,.
En juin 2015, un choix entre plusieurs actrices est en cours pour l'attribution du rôle de Patty, intérêt romantique de Barry pour la deuxième saison.
En juillet 2015, Teddy Sears a obtenu le rôle de Jay Garrick / Flash (Terre-2), Shantel VanSanten incarnera Patty Spivot, la nouvelle partenaire de Joe et future petite amie de Barry et le catcheur Adam Copeland sera Atom Smasher, un meta-humain redoutable doué d'une force surhumaine et capable de grandir.
En août 2015, Keiynan Lonsdale a obtenu le rôle principal de Wally West, Demore Barnes, le rôle de Tokamak et Violett Beane celui de Jesse Quick lors de la deuxième saison.
En octobre 2015, Neal McDonough est annoncé pour reprendre le rôle de Damian Darhk, qu'il a incarné lors de la quatrième saison d’Arrow, le temps d'un épisode.
En avril 2016, Katie Cassidy est annoncée pour reprendre son rôle de Laurel Lance lors de l'épisode 22 de la deuxième saison mais avec une version alternative de son personnage provenant de Terre-II, puisqu'elle incarnera aussi la super-vilaine connue sous le nom de Black Siren (en),.
En mai 2016, l'acteur Wentworth Miller, qui interprète le rôle de Leonart Snart / Captain Cold, a signé un contrat avec DC et The CW lui permettant de garder le statut de récurrent pour réapparaître dans les séries de l'univers DC.
En juin 2016, Violett Beane qui incarne le personnage de Jesse Chambers Wells / Quick (en) a annoncé qu'elle sera de retour lors de la troisième saison et Tom Felton (connu pour son rôle de Drago Malfoy dans la série de films Harry Potter) a obtenu le rôle de Julian Dorn lors de cette même saison.
En juillet 2016, l'acteur John Barrowman, qui interprète le rôle de Malcolm Merlyn, a signé le même contrat avec DC et The CW que Wentworth Miller pour continuer d'apparaître dans Arrow, mais aussi dans Flash et Legends of Tomorrow. Le même mois, The CW a dévoilé une photo de l'acteur Wally West endossant le costume de Kid Flash à partir de la troisième saison. Un peu plus tard, Katie Cassidy a signé un contrat identique à celui de John Barrowman et Wentworth Miller pour apparaître dans Flash et Legends of Tomorrow mais aussi pour continuer d'apparaître dans Arrow et Tobin Bell est annoncé dans le rôle de Mr Element Albert Desmond / Doctor Alchemy lors de la troisième saison.
En août 2016, Susan Walters (vue dans Point Pleasant, Vampire Diaries et Teen Wolf) a obtenu le rôle du Dr Carla Tannhauser, la mère de Caitlin et présidente d'une grande entreprise. Le 11 du même mois, la production dévoile qu'elle recherche des acteurs pour interpréter les rôles du Maître des Miroirs, The Top et Thorn (en). Ce même jour, Grey Damon (vu dans Star-Crossed et Friday Light Night) est annoncé pour jouer le rôle de Sam Scudder, le premier Maître des Miroirs lors d'un épisode de la troisième saison.
En septembre 2016, le nom du personnage de Tom Felton change de nom pour Julian Albert.
En novembre 2016, un nouveau cross-over est annoncé entre les trois séries dérivées ou du même univers, soit Arrow, Flash, Legends of Tomorrow et Supergirl.
En juillet 2017, toute la distribution principale est confirmé pour faire son retour avec une nuance pour Tom Cavanagh qui n'a pas encore eu son rôle dévoilé (un retour du Dr Harrison Wells de Terre-2 ou une nouvelle version de son personnage). Le même mois, l'antagoniste principal de cette saison qui s'opposera à Flash est annoncé et sera The Thinker / Clifford DeVoe, interprété par Neil Sandilands, accompagné par son assistante The Mechanic, joué par Kim Engelbrecht. Aussi, Danny Trejo a obtenu le rôle de Breacher, le père de Gypsy et il a été confirmé que Tom Felton ne reprendra pas son rôle régulier de Julian Albert lors de cette saison.
En novembre 2017, Richard Brooks intègre la distribution dans le rôle récurrent de Gregory Wolfe, un gardien impitoyable de la prison d'Iron Heights. Le même jour, Wentworth Miller (Leonard Snart / Captain Cold) annonce qu'il réapparaîtra encore une toute dernière fois dans la série Flash et Legends of Tomorrow.
En janvier 2018, il est révélé que Keiynan Lonsdale n'apparaîtra pas dans la prochaine saison, ce dernier intégrant la distribution principale de la série dérivée Legends of Tomorrow.
En juillet 2018, Danielle Nicolet (Cecile Horton), Hartley Sawyer (Ralph Dibny / Elongated Man) et Jessica Parker Kennedy (Nora West-Allen / XS) ont obtenu le statut d'acteurs principaux lors de la cinquième saison,,,. Le même mois, Chris Klein est choisi pour incarner le protagoniste de la saison du nom de Cicada (en), ennemi de Flash.
La production de la cinquième saison est marquée par la blessure au dos de l'acteur Jesse L. Martin, faite pendant la pause estivale. Après quelques apparitions où il est assis, l'acteur doit prendre du repos et quitte finalement les plateaux à partir de novembre 2018.
En juillet 2019, l'acteur Sendhil Ramamurthy est choisi pour incarner le prochain ennemi de Flash, le Dr Ramsey Rosso / Bloodwork, lors de la sixième saison.
Le 4 mars 2020, l'acteur Brandon McKnight (Chester Phineas Runk) devient régulier pour la saison 7. Deux jours plus tard, Kayla Cherie Compton (Allegra Garcia) devient également régulière.
Le 8 juin 2020, Berlanti Productions annonce que Hartley Sawyer (Ralph Dibny) a été renvoyé de la série, à la suite de messages haineux et misogynes retrouvés sur les réseaux sociaux. Peu après cette annonce, des fans du personnage ont envoyé des messages de soutien pour laisser à l'acteur une deuxième chance (sur Instagram, entre autres le #2ndchanceforHartley).[réf. nécessaire]
Le 5 mai 2021, la production annonce le départ des acteurs Carlos Valdes et Tom Cavanagh à l'issue de la septième saison.
En Août 2021, la production annonce que les acteurs Javicia Leslie, Brandon Routh, Cress Williams, Chyler Leigh, Katherine McNamara, Osric Chau, Neal McDonough et Tom Cavanagh participeront à l'évènement "Armageddon" qui lancera la saison 8. Le lendemain l'acteur Tony Curran est choisi pour incarner le super-vilain Despero.

### Tournage
Le tournage a débuté en mars 2014 à Vancouver au Canada, mais aussi à Portland, dans l'Oregon.

### Fiche technique
- Titre original : The Flash
- Titre francophone : Flash
- Création : Greg Berlanti, Andrew Kreisberg et Geoff Johns
- Réalisation : David Nutter
- Scénario : Greg Berlanti, Andrew Kreisberg, Geoff Johns, Gardner Fox, Harry Lampert
- Direction artistique : Peter Andringa
- Décors : Ian D. Thomas
- Costumes : Caroline Cranstoun
- Photographie : Glen Winter
- Montage : Paul Karasic
- Musique : Blake Neely
- Casting : David Rapaport et Lyndsey Baldasare
- Production : Greg Berlanti, Andrew Kreisberg et Geoff Johns ; Jon Wallace (associé)
- Sociétés de production : Berlanti Productions, DC Entertainment et Warner Bros. Television
- Sociétés de distribution :
  - The CW (États-Unis)
  - CTV (Canada)
- Pays d'origine :  États-Unis
- Langue originale : anglais
- Format : couleur - 1,78:1 - son Dolby Digital
- Genre : science-fiction, d'action, d'aventure, de super-héros, dramatique
- Durée : 42 minutes
- Classification : Tout Public ou Déconseillé aux moins de 10 ans

Version française
- Société de doublage : Dubbing Brothers[100],[101]
- Direction artistique : Nathalie Régnier (Saisons 1 à 6), puis Donald Reignoux (Saisons 7 à 8)[100],[101]
- Adaptation des dialogues : Michel Berdah et Philippe Videcoq[101]

 Source et légende : version française (VF) sur RS Doublage et Doublage Séries Database
 Sauf indication contraire, les informations mentionnées dans cette section peuvent être confirmées par la base de données cinématographiques IMDb,  présente dans la section « Liens externes ».

## Épisodes
Les quatre premières saisons sont composées de vingt-trois épisodes chacune, la cinquième compte 22 épisodes, la sixième saison compte 19 épisodes, la septième et la huitième respectivement 18 et 20. La dernière saison compte 13 épisodes.
| Saison | Nombre d'épisodes | Diffusion originale | Diffusion originale | Diffusion originale | Diffusion originale            |
| Saison | Nombre d'épisodes | Années              | Début de saison     | Fin de saison       | Audience moyenne (en millions) |
| ------ | ----------------- | ------------------- | ------------------- | ------------------- | ------------------------------ |
| 1      | 23                | 2014-2015           | 7 octobre 2014      | 19 mai 2015         | 3,84                           |
| 2      | 23                | 2015-2016           | 6 octobre 2015      | 24 mai 2016         | 3,53                           |
| 3      | 23                | 2016-2017           | 4 octobre 2016      | 23 mai 2017         | 2,84                           |
| 4      | 23                | 2017-2018           | 10 octobre 2017     | 22 mai 2018         | 2,21                           |
| 5      | 22                | 2018-2019           | 9 octobre 2018      | 14 mai 2019         | 1,70                           |
| 6      | 19                | 2019-2020           | 8 octobre 2019      | 12 mai 2020         | 1,26                           |
| 7      | 18                | 2021                | 2 mars 2021         | 20 juillet 2021     | 0,82                           |
| 8      | 20                | 2021-2022           | 16 novembre 2021    | 29 juin 2022        | 1.04                           |
| 9      | 13                | 2023                | 8 février 2023      | 24 mai 2023         |                                |

### Première saison (2014-2015)
Barry Allen est un jeune scientifique travaillant pour la police de Central City. Une nuit, lorsqu'il avait 11 ans, il a été témoin d'un phénomène inexplicable et sa mère, prise au piège dans un tourbillon d'éclairs, a été assassinée par une entité mystérieuse. Son père a été accusé du meurtre et il purge une peine pour un crime qu'il n'a pas commis.
Un jour, frappé par un éclair provoqué par l'explosion d'un accélérateur de particules dans les laboratoires S.T.A.R Labs de Harrison Wells, Barry va sombrer dans le coma pendant neuf mois. À son réveil, il découvrira qu'il peut courir à des vitesses surhumaines et guérir de façon accélérée. Pour le monde entier, Barry est un scientifique qui travaille pour la police, mais secrètement, avec l'aide de ses nouveaux amis, il utilise sa vitesse pour combattre le crime et trouver d'autres personnes comme lui, des méta-humains. Toutefois, son but premier est de découvrir qui a tué sa mère et faire réhabiliter son père.

### Deuxième saison (2015-2016)
Le voyage dans le temps de Barry a créé un portail vers une Terre alternative (appelée Terre-II), où ils ont tous un alter-ego. Dans cet univers, vit Zoom, un tueur en série possédant les mêmes pouvoirs que Barry et prêt à tout pour être l'homme le plus rapide de l'univers ; il décide d'envoyer plusieurs méta-humains pour tuer Barry. Heureusement, ce dernier peut toujours compter sur Cisco, Caitlin, Iris et Joe pour l'aider, mais aussi sur Jay Garrick, le Flash de la Terre-II.

### Troisième saison (2016-2017)
Après la mort de son père et la défaite de Zoom, Barry a remonté le temps pour sauver sa mère, ce qui a altéré le flux temporel et créé une réalité alternative, appelée le Flashpoint. Mais lorsqu'il décide finalement de restituer la chronologie d'origine, il s'aperçoit rapidement que les choses ne sont plus ce qu'elles étaient, conséquences des modifications temporelles engendrées par son voyage dans le temps. Barry est rapidement confronté au Dr Alchemy, un étrange homme masqué capable de donner des pouvoirs à n'importe qui, puis à l'effrayant Savitar, autoproclamé comme étant le Dieu de la Vitesse.

### Quatrième saison (2017-2018)
Pour expier ses fautes d'avoir créé le Flashpoint et affecté le flux temporel, Barry s'est volontairement exilé dans la Force Véloce. Six mois après sa disparition, ses amis de S.T.A.R Labs se retrouvent contraints de le libérer pour affronter un nouvel ennemi, mais il est rapidement confronté à de nouveaux méta-humains — créés par la fuite de matière noire échappée lors de sa libération — et au dangereux Clifford DeVoe, surnommé le Penseur, un humain redoutable, dont l'intelligence dépasse l'imagination, qui est à l'origine des événements survenus.

### Cinquième saison (2018-2019)
Nora West-Allen, la fille de Barry et Iris venue du futur pour aider son père à vaincre le Penseur, perturbe involontairement la chronologie des événements à venir. Sa venue dans le passé engendre l'arrivée de Cicada, un tueur de méta-humains qui est un ennemi de Flash dans l'avenir, mais désormais, il semblerait qu'il apparaisse plus tôt que prévu...

### Sixième saison (2019-2020)
La crise annoncée en 2024, lors de laquelle Flash est amené à disparaître, est avancée au 10 décembre 2019. Tandis que Barry et la Team Flash doivent se préparer à la crise à venir, le docteur Ramsey Rosso, un ami de Caitlin gravement malade, tente désespérément d'affronter la mort. Un combat qui va lui faire perdre son humanité pour devenir le terrible Bloodwork.
Barry survit à la crise et découvre dans ce nouveau monde les changements à Central City. La Force Véloce est condamnée à disparaître et la vitesse de Barry se dissipe lentement. Barry et la Team Flash sont confrontés à Black Hole, une organisation criminelle dissimulée dans l'ombre, employant des méta-humains comme assassins. Entre-temps, une nouvelle menace apparaît, lorsqu'Iris se retrouve piégée dans un univers miroir et qu'un clone d'elle-même prend sa place auprès de Barry et ses proches.

### Septième saison (2021)
Dans le premier arc narratif de la saison, Mirror Monarch apparaît et menace la ville. Après avoir sauvé Iris du monde miroir, Barry et cette dernière parviennent à empêcher Eva McCulloch de détruire Central City. En ayant ramené la Force Véloce à la vie, Barry et Iris ont involontairement créé et libérés trois nouvelles forces de la nature, la Force Puissante, la Force Immobile, et la Force Sage, toutes trois liées à des individus normaux, qui sont leurs hôtes. Il semblerait que Barry et Iris soient leurs créateurs, et que les forces soient leurs enfants...
Dans le deuxième arc narratif de la saison, plusieurs Godspeed arrivent à Central City à la recherche de leur créateur, le mystérieux August Heart. Une guerre civile se prépare entre les drones Godspeed, en lutte contre eux-mêmes. Pendant ce temps-là, Nora West-Allen et Bart Allen, les futurs enfants de Barry et Iris, arrivent depuis le futur pour aider leurs parents à vaincre l'armée des Godspeed qui ravagent Central City...

### Huitième saison (2021-2022)
Dans le premier arc narratif de la saison, une puissante menace extraterrestre arrive sur Terre en des circonstances mystérieuses et Barry, Iris et le reste de la Team Flash sont poussés à leurs limites dans une bataille désespérée pour sauver le monde. Mais avec le temps qui passe et le sort de l'humanité en jeu, Flash et ses compagnons devront également faire appel à de vieux amis pour que les forces du bien l'emportent.
Dans le deuxième arc narratif de la saison, une mystérieuse entité, nommée Deathstorm, née de la mort de Ronnie Raymond, sème le chaos à travers Central City. Barry, impuissant face à cette nouvelle menace, pourra toujours compter sur ses amis et sa famille pour l'aider.
Dans le troisième arc narratif de la saison, Meena Dhawan, une nouvelle héroïne speedster, se révèle aux yeux de Flash, et devient son élève. Sur le chemin de son apprentissage, Barry, la guidant et l'entraînant du mieux qu'il le peut, rencontrera son compagnon et partenaire, qui se révèlera être Eobard Thawne. À bien des égards, cette étonnante nouvelle version de ce qui fut autrefois l'ennemi juré de Barry, ne semblera en aucun cas malveillant, et sera d'une grande aide pour la suite des évènements. Pendant ce temps-là, quelque chose se préparera dans l'ombre...

### Neuvième saison (2023)
En sa neuvième année en tant que Flash, Barry est plus épanouis que jamais et heureux aux côtés de ses amis, de sa famille, et de son épouse, Iris West-Allen. Mais ce bonheur ne sera que de courte durée lorsqu'un nouveau speedster émergera d'une réalité alternative et constituera son équipe de Lascars. Cette nouvelle menace, bien décidée à retourner d'où elle vient, usera de tous les pions qu'elle aura à sa disposition pour obtenir ce qu'elle souhaite, au détriment de la vie d'autrui, et de la ville de Central City.
Neuf mois plus tard, les choses semblent évoluer dans le bon sens pour Barry et ses proches. Tandis que le futur se dessine progressivement, quelque chose se produira, et cela les affectera tous. L'émergence d'un mystérieux cristal bleu et le retour d'Eddie Thawne entraînera une série d'évènements que Barry et Iris ne pourront éviter. En cette année 2023, la Force Véloce Négative choisira son nouvel avatar. Ce dernier sera bien décidé à se venger de Barry, pour lui avoir volé la vie qu'il n'a jamais pu avoir. Entre les mains de Cobalt Blue, la chronologie sera plus que jamais en danger...

## Crossovers
L’Arrowverse est un univers de fiction partagé centré sur plusieurs séries télévisées diffusées sur la chaîne The CW.
La première série télévisée incluse dans l’Arrowverse est Arrow, fondée sur le personnage de Green Arrow, qui a débuté en octobre 2012. L'univers s'est élargi avec la série Flash en octobre 2014, qui est fondée sur Barry Allen / Flash, puis en août 2015, avec la série d'animation Vixen sur CW Seed, et à nouveau avec la série en live action de l'équipe Legends of Tomorrow en janvier 2016. La franchise a également rassemblé des séries télévisées DC Comics diffusées sur d'autres chaînes de télévision : Matt Ryan, l'acteur principal de Constantine, est ainsi apparu dans la quatrième saison d’Arrow. La série Supergirl, à la suite de son déplacement de CBS vers The CW, rejoint cet univers partagé en octobre 2016. Batwoman, qui est fondée sur Kate Kane / Batwoman, est la dernière en série à avoir rejoint l'Arrowverse en octobre 2019. Black Lightning aussi fait son apparition dans Crisis on Infinite Earths en 2020.

## Univers de la série

### Personnages

#### Principaux

##### Barry Allen/Flash
Barry Allen est le fils de Henry et Nora Allen. À 11 ans, sa mère se fait tuer par une chose inimaginable, des éclairs. Son père fut accusé du meurtre et emprisonné depuis ce jour, Barry va tout faire pour retrouver le véritable assassin de sa mère, pour faire réhabiliter son père.
Barry vit avec le lieutenant Joe West et sa fille Iris depuis l'incarcération d'Henry. Barry est technicien de la police scientifique à Central City. Le jour du lancement de l'accélérateur de particules, Barry est touché par la foudre. Il va rester neuf mois dans le coma. À son réveil, il va découvrir qu'il a la capacité d'être très rapide et qu'il est devenu Flash. Avec l'aide de ses amis de STAR Labs, il va combattre tous les métahumains qui ont été touchés eux aussi par l'accélérateur de particules.
Depuis qu'il est petit, Barry est amoureux d'Iris, mais ce n'est qu'à la troisième saison qu'ils avouent leurs sentiments et se marieront dans la quatrième saison.

##### Iris West Allen
Iris est la fille du lieutenant Joe West et la petite amie de Barry, ils avouent leurs sentiments qu'à la troisième saison et se marieront dans la quatrième saison. Journaliste au Central City Citizen qu'elle a fondé, Iris prendra la tête de la team Flash, en l'absence de Barry.

##### DrCaitlin Snow/Frost/ Khione Snow
Caitlin est ingénieure en biologie, elle travaille à STAR Labs. Elle devient, dans la troisième saison à la suite du Flashpoint, Killer Frost, son double maléfique de Terre 2 aperçu lors de la deuxième saison. Au cours de la quatrième saison, la relation entre Cailin et son alter ego s'améliore et finit par la surnommer Frost. Elle découvre qu'elle est en elle depuis l'enfance. Caitlin apprend dans la cinquième saison, que son père Thomas Snow avait créé son double durant sa jeunesse, pour la guérir de la sclérose en plaques qu'elle avait hérité de son père. Une transformation cryogénique à l'image de la déesse grecque de la neige "Khione".

##### Francisco «Cisco» Ramon / Vibe
Cisco Ramon est un génie de la mécanique et adore travailler aux côtés d'Harrison Wells/Eobard Thawne. Il est ami avec Caitlin Snow et il est là pendant que Barry Allen est dans le coma. Il a également été affecté par la matière noire, mais ses pouvoirs ne se déclenchent que pendant la deuxième saison. Il perdra ses pouvoirs durant la quatrième saison. Il sortira avec Kamilla Hwang dans la cinquième saison.

##### Les Wells
Presque à chaque saison, il y a une personnalité Wells.
- Dr Harrison Wells / Eobard Thawne (Voyageur temporel venu du futur - saison 1)

Le Harrison Wells qui entraîne Barry dans la première saison est en réalité Eobard Thawne, un supersonique qui a tué Harrison Wells.
- Harrison Wells (Terre 2 - saison 2 et 4)

Grand scientifique provenant de Terre 2. Il a une fille, Jesse. Peu subtil et assez agressif, il aura du mal à s'intégrer à l'équipe.
- Harrison « H. R. » Wells (Terre 19 - saison 3)

« H. R. » fait partie de la saison. Il est de nature très gentil et un très bon confident. Il a eu du mal à se faire accepter au sein de la team Flash, qui se méfie des étrangers. Il sortira avec Tracy Brant, une scientifique, mais se sacrifiera pour sauver Iris.
- Harrison « Sherloque » Wells (Terre 229 - saison 5)

Enquêteur de renommé, il aide la Team Flash à identifier Cicada et enquêtera sur Nora, la fille de Barry et Iris venue du futur, où il découvrira qu'elle travaille en secret avec leur ennemi Eobard Thawne.
- Harrison "Nash" Wells (saison 6)

Il est le responsable de la Crise et devient alors temporairement "Pariah".

##### Lieutenant Joe West
Lieutenant de police et père d'Iris West. Il a adopté Barry après l'arrestation du père de ce dernier et en est donc très proche. Lors de la deuxième saison, il apprend qu'il a également un fils, Wally.
Il se met en couple avec Cecile Horton dans la troisième saison et deviendra père d'une petite fille, lors de la quatrième saison.
Durant la cinquième saison, il est enlevé chez lui par Cicada, il décide donc de partir en vacances chez Wally temporairement.

##### Wally West/Kid Flash
Wally West est le fils de Joe West et le frère de Iris West, il rentre dans leurs vies très tard, Joe n'étant pas au courant qu'il avait un fils. Il devient Kid Flash, un bolide, lors d'une expérience à STAR Labs qui le touche sans que ce soit prévu.

##### Ralph Dibny / Elongated Man
C'est un ancien policier qui travaillait avec Barry, il y a des années. Il apparaît dans la quatrième saison, il est l'un des passagers du bus qui a été frappé par la matière noire lorsque Barry est sorti de la prison de la Force Véloce. Ralph peut depuis lors étirer son corps comme il le veut. Il intègre la team Flash pour contrer les plans de DeVoe. Mais celui-ci réussit à prendre le contrôle de son corps. Plus tard, Ralph est prisonnier dans l'esprit de DeVoe et avec l'aide de Barry, il réussit à reprendre le contrôle de son corps, tuant ainsi DeVoe.
Dans la cinquième saison, il découvre l'existence des univers parallèles et reste avec Sherloque Wells, les éléments comiques de la cinquième saison.

##### Nora West-Allen
Elle apparaît dans la quatrième saison pendant le mariage de Barry et multiplie ensuite ses apparitions, rencontrant toute la team incognito. Ils apprennent, à la fin de cette même saison, qu'elle est la fille de Barry et Iris.
Dans la cinquième saison, elle est membre de l'équipe Flash et se fait appeler XS.

#### Alliés

##### Ronnie Raymond
Ronnie Raymond est le fiancé de Caitlin. À la suite de l'accident de l'accélérateur de particules de STAR Labs, il possède la capacité de générer du feu et il s'en sert pour voler. Avec le Professeur Martin Stein, il est Firestorm, du nom d'un programme de recherche en génétique.
Au début de la deuxième saison, lorsqu'il aide Barry à fermer la singularité créée au-dessus de Central City, seul Martin Stein redescend sur Terre, laissant Caitlin inconsolable.

##### Henry Allen
Henry Allen est le père de Barry. Emprisonné injustement pour le meurtre de sa femme, il est médecin.
Lors de la deuxième saison, il est libéré de prison grâce aux aveux de Harrison Wells dans une vidéo qu'il avait faite avant de mourir. Cependant, il quitte brièvement Central City. Lorsqu'il revient, décidé à rester aux côtés de son fils, il est tué par Zoom.
Il ressemble trait pour trait à Jay Garrick de Terre 3.

##### Nora Allen
Nora Allen est la mère de Barry. Elle est morte quand celui-ci était enfant, tuée par l'individu mystérieux vêtu de jaune, que Barry et Joe recherchent. Ils découvrent qu'il s'agit du Dr Wells/Eobard Thawne.
À la fin de la deuxième saison, Barry décide de retourner dans le passé et sauve sa mère du Négatif de Flash. Cependant, les effets du Flashpoint forcent Barry à libérer Eobard Thawne, pour qu'il assassine Nora une fois de plus et restaure la réalité.

##### Capitaine David Singh
David Singh est le capitaine de la police de Central City et le patron de Barry et Joe. Il est homosexuel.

#### Antagonistes

##### Eobard Thawne / Nega-Flash
Lors de la première saison, Eobard Thawne a endossé l'identité d'Harrison Wells après l'avoir assassiné des années auparavant. Ainsi, il se fait passer pour le scientifique de STAR Labs et créateur de l'accélérateur de particules, responsable de la création de Flash. À la suite de l'explosion de l'accélérateur, il a prétendu être devenu paraplégique puis est devenu le mentor de Barry.

##### Général Wade Eiling
Wade Eiling est un Major-Général de l'Armée Américaine. Dès qu'il entend parler des Méta-Humains, il comprend leur potentiel militaire, de même que la menace qu'ils représentent, et tente de s'emparer de certains d'entre eux. Patriote sans morale, il est prêt à tout, même aux actes les plus immoraux, pour son pays. Il sera un adversaire de Barry Allen jusqu'à son enlèvement par le Dr Wells. Libéré par Flash, il propose son soutien pour combattre le Dr Wells.

##### Cicada
Méchant principal de la cinquième saison, il a été frappé par de la matière noire le soir de l'illumination à cause d'un morceau du satellite de Cliford DeVoe. Il développe alors une haine contre les méta-humains et cherche à les tuer, car il les pense responsables du coma de sa nièce. Il se sert d'une dague en forme d'éclair qui annule tous les pouvoirs.

## Accueil

### Audiences

#### Aux États-Unis

##### Saison 1
Le pilote de la série a attiré 4,84 millions de téléspectateurs, ce qui est le deuxième meilleur démarrage pour une série diffusée sur The CW. Au fil des épisodes, les audiences de la première saison se stabilisent sous les 4 millions de fidèles et réalise une moyenne de 3,84 millions de téléspectateurs.[réf. nécessaire]
La plus mauvaise audience de la première saison a été réalisée par l'épisode 16 qui a attiré 3,33 millions de téléspectateurs.

##### Saison 2
Le premier épisode de la deuxième saison a obtenu une audience de 3,58 millions de téléspectateurs.
La deuxième saison a réalisé une audience moyenne globale de 3,53 millions de téléspectateurs.[réf. nécessaire]
La plus mauvaise audience de la deuxième saison a été réalisée par l'épisode 16 qui a attiré 3 millions de téléspectateurs.

##### Saison 3
Le premier épisode de la troisième saison a obtenu une audience de 3,17 millions de téléspectateurs. Puis les audiences ont chuté avec 2,8 millions de téléspectateurs pour le deuxième épisode et 2,67 millions de téléspectateurs pour le troisième épisode. Ce sont les épisodes 16 et 18 qui réalisent les plus mauvaises audiences de la série avec 2,39 millions de téléspectateurs. La saison trois se conclut donc avec une moyenne de 2.84 millions de téléspectateurs, notant donc sa pire moyenne de saison mais étant toujours, largement, première série de The CW.

#### Dans les pays francophones

##### En France
- Saison 1

La saison a été suivie en moyenne par 1,4 million de téléspectateurs avec une part de marché de 24,1 % sur les 4 ans et plus en première diffusion sur TF1.
- Saison 2

La saison a été suivie en moyenne par 1,03 million de téléspectateurs avec une part de marche de 17,8 % sur les 4 ans et plus en première diffusion sur TF1.

### Réception critique
Sur le site d’Allociné, la série reçoit des critiques positives. La presse lui donne une moyenne de 3,6⁄5 basée sur 16 critiques presse et les spectateurs, une moyenne de 4,3⁄5.
Parmi les critiques de presse, le Boston Herald déclare : « Pas besoin d’être un fan du comic book pour apprécier The Flash, mais si vous en êtes un, vous ne bouderez pas votre plaisir devant les petits clins d’œil qui accompagnent ce premier épisode ! »
Brain Damaged écrit : « La série a réussi à satisfaire les fans de comics mais aussi à attirer un public complètement novice. Outre les histoires spatio-temporelles et autres meta-humains qui menacent la planète, les scénaristes ont aussi passé du temps sur le développement des personnages. La relation père / fils entre Joe et Barry est l'une des plus touchantes. »
Huffington Post ajoute : « Ce premier épisode de Flash est le plus efficace de tous les pilotes de cet automne (2014) dans la mesure où il parvient à remplir le critère de qualité fondamental d’une nouveauté : susciter l’impatience de voir la suite chez le téléspectateur. Un excellent démarrage ! »
TV Guide rajoute : « Le Flash de la CW est le show le plus excitant et contagieux de cet automne ! Un remède efficace contre la morosité qui a tendance à gagner les autres séries du genre. »
Pour Le Nouvel observateur : « Flash est la meilleure série DC Comics portée à l'écran. »
Parmi les critiques mitigées de la série, The Washington Post écrit : « Barry Allen décolle tellement vite que le spectateur a du mal à le rattraper pour faire sa connaissance. »
San Francisco Chronicle ajoute : « Pas de compromis possible avec cette série : soit vous la trouvez fade, soit vous êtes tombés exactement sur ce que vous cherchiez. Tout dépend de votre point de vue personnel. »
Télérama : « Ceux qui veulent en finir avec les séries de super-héros sombres, revenir au bon vieux fun d'avant le Dark Knight, aimeront peut-être ce Flash léger, qui embrasse sans se retenir grosses ficelles et gros sentiments. »

## Distinctions
| Année | Récompenses                             | Catégorie                                                          | Nomination                     | Résultat   |
| ----- | --------------------------------------- | ------------------------------------------------------------------ | ------------------------------ | ---------- |
| 2014  | TV Guide Awards                         | Meilleur nouvelle série préféré du public                          | Flash                          | Lauréat    |
| 2015  | People's Choice Awards                  | Meilleure nouvelle série dramatique                                | Flash                          | Lauréat    |
| 2015  | Saturn Awards                           | Meilleure adaptation télévisée d'un superhéros                     | Flash                          | Lauréat    |
| 2015  | Saturn Awards                           | Meilleur artiste invité                                            | Wentworth Miller               | Lauréat    |
| 2015  | Teen Choice Awards                      | Révélation de l'année                                              | Grant Gustin                   | Lauréat    |
| 2015  | Teen Choice Awards                      | Meilleure révélation masculine / féminine                          | Grant Gustin                   | Lauréat    |
| 2015  | Teen Choice Awards                      | Meilleure actrice dans une série de science-fiction ou fantastique | Danielle Panabaker             | Nomination |
| 2015  | Teen Choice Awards                      | Meilleur vilain dans une série                                     | Tom Cavanagh                   | Nomination |
| 2015  | Teen Choice Awards                      | Meilleure révélation masculine / féminine                          | Candice Patton                 | Nomination |
| 2015  | Teen Choice Awards                      | Meilleure alchimie                                                 | Candice Patton et Grant Gustin | Nomination |
| 2015  | Teen Choice Awards                      | Meilleur baiser                                                    | Candice Patton et Grant Gustin | Nomination |
| 2015  | Kids' Choice Awards                     | Série familiale préférée                                           | Flash                          | Nomination |
| 2015  | Kids' Choice Awards                     | Acteur de série télévisée préféré                                  | Grant Gustin                   | Nomination |
| 2016  | Kids' Choice Awards                     | Émission TV familiale préférée                                     | Flash                          | Nomination |
| 2016  | Kids' Choice Awards                     | Acteur de série télévisée familiale                                | Grant Gustin                   | Nomination |
| 2016  | Teen Choice Awards                      | Meilleure série de science-fiction ou fantastique                  | Flash                          | Nomination |
| 2016  | Teen Choice Awards                      | Meilleur acteur dans une série de science-fiction ou fantastique   | Grant Gustin                   | Lauréat    |
| 2016  | Teen Choice Awards                      | Meilleure actrice dans une série de science-fiction ou fantastique | Danielle Panabaker             | Nomination |
| 2016  | Teen Choice Awards                      | Meilleur vilain dans une série                                     | Teddy Sears                    | Nomination |
| 2016  | Teen Choice Awards                      | Meilleure alchimie dans une série                                  | Candice Patton et Grant Gustin | Nomination |
| 2016  | Teen Choice Awards                      | Meilleure baiser dans une série                                    | Candice Patton et Grant Gustin | Nomination |
| 2017  | Saturn Awards                           | Meilleure adaptation de super-héros                                | Flash                          | Nomination |
| 2017  | Saturn Awards                           | Meilleur acteur de télévision                                      | Grant Gustin                   | Nomination |
| 2017  | Saturn Awards                           | Meilleure actrice de télévision dans un second rôle                | Candice Patton                 | Lauréat    |
| 2017  | Teen Choice Awards                      | Meilleure série d'action                                           | Flash                          | Lauréat    |
| 2017  | Teen Choice Awards                      | Meilleur acteur dans une série d'action                            | Grant Gustin                   | Lauréat    |
| 2017  | Teen Choice Awards                      | Meilleure actrice dans une série d'action                          | Danielle Panabaker             | Nomination |
| 2017  | Teen Choice Awards                      | Meilleure actrice dans une série d'action                          | Candice Patton                 | Nomination |
| 2017  | Teen Choice Awards                      | Meilleur vilain dans une série                                     | Grant Gustin                   | Nomination |
| 2017  | 26e cérémonie des MTV Movie & TV Awards | Meilleur héro                                                      | Grant Gustin                   | Nomination |
| 2018  | 20e cérémonie des Teen Choice Awards    | Meilleure série d'action                                           | Flash                          | Lauréat    |
| 2018  | 20e cérémonie des Teen Choice Awards    | Meilleur acteur dans une série d'action                            | Grant Gustin                   | Lauréat    |
| 2018  | 20e cérémonie des Teen Choice Awards    | Meilleure actrice dans une série d'action                          | Candice Patton                 | Nomination |
| 2018  | 20e cérémonie des Teen Choice Awards    | Meilleure actrice dans une série d'action                          | Danielle Panabaker             | Nomination |
| 2018  | 20e cérémonie des Teen Choice Awards    | Meilleure alchimie                                                 | Grant Gustin & Candice Patton  | Nomination |

## Autour de la série

### Liens avecArrow
Barry Allen fait sa première apparition dans les épisodes 8 (The Scientist) et 9 (Three Ghosts) de la deuxième saison d’Arrow. Dans The Scientist, il apparaît comme un enquêteur de la police scientifique de Central City qui vient à Starling City pour enquêter sur une personne ayant des facultés surhumaines car il y a une affaire similaire à Central City. Il rencontre Oliver Queen après le cambriolage de Queen Consolidated. Barry finit par avoir une relation avec Felicity Smoak, l'assistante d'Oliver, experte en informatique. Mais Oliver, qui est en réalité le justicier connu sous le nom d'Arrow, a des soupçons sur Barry.
Ce dernier révèle qu'il tente de trouver l'être surnaturel qui a tué sa mère quand il était enfant, conduisant à l'emprisonnement injustifié de son père. Alors que Barry s'apprête à rentrer pour Central City, il est emmené par Felicity et Diggle dans le repaire d'Oliver car ce dernier a été accidentellement blessé et empoisonné. Dans l'épisode suivant, Three Ghosts, Barry sauve la vie d'Oliver et continue d'aider Felicity en traquant Cyrus Gold, un cobaye de Sebastian Blood dotée d'une force surhumaine. Il retourne finalement à Central City pour l'allumage de l'accélérateur à particules, laissant derrière lui un masque pour Oliver pour mieux préserver son identité secrète. Mais à son retour à Central City, le réacteur explose et il est pris dans son champ d'action. Il empoigne alors la chaîne servant à fermer la fenêtre et est touché par la foudre. Dans l'épisode 10 Blast Radius, il est révélé que Barry est désormais dans le coma à la suite de l'accident du laboratoire.
Les personnages de Caitlin Snow et de Cisco Ramon sont introduits dans l'épisode 19 de la deuxième saison d’Arrow.
À la fin du premier épisode de la troisième saison d’Arrow, Oliver Queen reçoit un appel de Barry Allen. Ce dernier, sorti du coma, dit avoir besoin d'un conseil. La scène se poursuit dans le tout premier épisode de Flash : une discussion entre Barry et Arrow, sur les toits de Starling City. Barry expose ses doutes, à la suite d'un échec récent et des propos tenus par Wells. Oliver lui présente la situation différemment, Barry pouvant faire mieux pour sa ville qu'Oliver n'a pu le faire pour la sienne. Il lui retourne le conseil d'agir masqué. L'expression in a flash (en un éclair) utilisée par Oliver pour décrire les actions possibles de Barry donnera le nom du justicier de Central City. Barry Allen, en voix off, le mentionne à la fin de l'épisode.
L'épisode 8 d’Arrow et de Flash est un crossover de deux heures (2 parties).
De nombreux personnages d’Arrow apparaissent au fil de la série, notamment Felicity Smoak, Oliver Queen, Ray Palmer, John Diggle, Laurel Lance et le capitaine Quentin Lance.

### Réception critique avecArrow
Les débuts de Grant Gustin dans Arrow a reçu des critiques partagées. Jesse Schedeen d’IGN a déclaré que d'abord, sa préoccupation était « Grant Gustin n'apparaît pas comme un important meneur d'hommes. Son entrelacement maladroit empoté avec Felicity était mignon, mais j'avais rarement l'impression que son personnage pouvait ou devrait avoir une série dérivée. » Cependant, Schedeen a été finalement intéressé par le personnage, l'accent a été mis sur son « vif esprit scientifique ». D'ailleurs, le pilote de Flash a été plutôt bien accueilli par la critique.

### Série dérivée
En février 2015, après le succès de Flash, The CW annonce qu'une autre série dérivée est en projet pour une diffusion à la mi-saison 2015-2016. Elle serait potentiellement centrée sur des personnages récurrents des deux séries (Arrow et Flash), incluant Brandon Routh (Ray Palmer / Atom), Victor Garber (Dr Martin Stein / Firestorm), Wentworth Miller (Leonard Snart / Captain Cold), Caity Lotz et Dominic Purcell (Mick Rory / Heat Wave). Concernant Caity Lotz, qui a interprété Sara Lance / Canary dans Arrow, elle serait envisagée pour reprendre son rôle de Sara Lance mais avec un rôle différent non dévoilé pour le moment.
En avril 2015, le titre définitif de la série est révélé : Legends of Tomorrow,.
En mai 2015, le rôle de Caity Lotz est révélé, elle interprétera White Canary (en). Le même mois, lors de la mise en ligne de la bande annonce officielle de la série, il est possible de voir que Stephen Amell (Oliver Queen / Arrow) et Grant Gustin (Barry Allen / Flash), respectivement les héros des séries Arrow et Flash ainsi que Tom Cavanagh (Nega-Flash) y apparaîtront occasionnellement.

### Sorties DVD et disques Blu-ray
| Intitulé du coffret                | Nombre d'épisodes | Dates de sortie DVD et disques Blu-ray            | Dates de sortie DVD et disques Blu-ray | Dates de sortie DVD et disques Blu-ray | Dates de sortie DVD et disques Blu-ray | Dates de sortie DVD et disques Blu-ray | Dates de sortie DVD et disques Blu-ray |
| Intitulé du coffret                | Nombre d'épisodes | Zone 1 (dont États-Unis, Canada, Québec)          | Zone 2 (dont France)                   | Zone 4 (dont Australie)                | Nombre de disques                      | Nombre de disques                      | Société de distribution                |
| ---------------------------------- | ----------------- | ------------------------------------------------- | -------------------------------------- | -------------------------------------- | -------------------------------------- | -------------------------------------- | -------------------------------------- |
| Flash - L'intégrale de la saison 1 | 23                | 22 septembre 2015 11 octobre 2016[réf. souhaitée] | 10 novembre 2015                       | 23 septembre 2015                      | 5                                      | 4                                      | Warner Bros.                           |
| Flash - L'intégrale de la saison 2 | 23                | 6 septembre 2016 3 octobre 2017[réf. souhaitée]   | 2 novembre 2016                        | 7 septembre 2016,                      | 6                                      | 4                                      | Warner Bros.                           |
| Flash - L'intégrale de la saison 3 | 23                | 5 septembre 2017                                  | 22 novembre 2017                       | 6 septembre 2017                       | 6                                      | 4                                      | Warner Bros.                           |
| Flash - L'intégrale de la saison 4 | 23                | 28 août 2018                                      | 28 novembre 2018                       | 27 août 2018                           | 5                                      | 4                                      | Warner Bros.                           |
| Flash - L'intégrale de la saison 5 | 22                | 27 août 2019                                      | 11 décembre 2019                       | 28 août 2019                           | 5                                      | 4                                      | Warner Bros.                           |
| Flash - L'intégrale de la saison 6 | 19                | 25 août 2020                                      | 9 juin 2021                            | 26 août 2020                           | 4                                      | 4                                      | Warner Bros.                           |
| Flash - L'intégrale de la saison 7 | 18                | 25 août 2021                                      | 22 février 2022                        | 26 août 2021                           | 4                                      | 4                                      | Warner Bros.                           |
| Flash - L'intégrale de la saison 8 | 20                | 18 octobre 2022                                   | 14 juin 2023                           | 19 octobre 2022                        | 5                                      | 4                                      | Warner Bros.                           |
| Flash - L'intégrale de la saison 9 | 13                | 29 aout 2023                                      | 18 septembre 2024\| 30 aout 2023       | 3                                      | 3                                      |                                        | Warner Bros.                           |

## Sources
- (en) Cet article est partiellement ou en totalité issu de l’article de Wikipédia en anglais intitulé « The Flash (2014 TV series) » (voir la liste des auteurs).